# Município de Washington (condado de Hancock, Ohio)
O município de Washington (em inglês: Washington Township) é um município localizado no condado de Hancock no estado estadounidense de Ohio. No ano de 2010 tinha uma população de 4.440 habitantes e uma densidade populacional de 47,89 pessoas por km².

## Geografia
O município de Washington encontra-se localizado nas coordenadas 41° 07′ 28″ N, 83° 27′ 44″ O. Segundo a Departamento do Censo dos Estados Unidos, o município tem uma superfície total de 92.71 km², da qual 91,65 km² correspondem a terra firme e (1,14 %) 1,06 km² é água.

## Demografia
Segundo o censo de 2010, tinha 4.440 habitantes residindo no município de Washington. A densidade populacional era de 47,89 hab./km². Dos 4.440 habitantes, o município de Washington estava composto pelo 92,73 % brancos, o 2,5 % eram afroamericanos, o 0,07 % eram amerindios, o 0,41 % eram asiáticos, o 1,87 % eram de outras raças e o 2,43 % eram de uma mistura de raças. Do total da população o 5,92 % eram hispanos ou latinos de qualquer raça.